# Magdalena Moskwa
Magdalena Moskwa (ur. 1967) – polska artystka, zajmuje się malarstwem, fotografią, haftem, tworzy obiekty–ubrania o charakterze rzeźb i obiektów artystycznych. W 1996 ukończyła PWSSP w Łodzi.

## Twórczość
Tworzy malarstwo sztalugowe, głównie nawiązujący do klasycznego pogłębionego psychologicznie portretu kobiety, jednak przełamany charakterystyczną kolorystyką nawiązującą do koloru bladej ludzkiej skóry oraz obecnym przekazem duchowym. W jej obrazach ciało jest miejscem ducha („puszką na ducha”).
W 2004 r. podobrazie płócienne zastąpione zostaje zaprawą kredową na desce, która umożliwia autorce reliefowe opracowanie powierzchni w celu oddania iluzji pulsowania, miękkości, ciepła ciała, penetrację w głąb obrazu, instalowanie małych obiektów, włosów, błon, iluzji powłok i organów. "(…) przez ten gest autorka realnie i symbolicznie dokonuje utożsamienia obrazu z ciałem.
Artystka tworzy także obiekty–ubrania przybierające formę zdeformowanych „mentalnych” kombinezonów, sztywnych kaftanów, pancerzy, który jednocześnie ochrania i więzi ciało.
Artystka współpracuje z galerią lokal_30 w Warszawie.

## Nagrody
W 2015 r. otrzymała nagrodę Gwarancje Kultury w kategorii Sztuka, przyznawanej przez TVP Kultura. 
Jest laureatką Nagrody im. Jana Cybisa za 2020 rok.